# Epipactis palustris
Epipactis palustris es una especie de orquídea terrestre, del género Epipactis, tribu Neottieae, subfamilia Epidendroideae,  familia Orchidaceae. Se distribuye por las zonas templadas de Europa, Siberia y Mongolia, encontrándose en bosques y en espacios abiertos, con desarrollo bajo tierra, en suelos muy húmedos.

## Descripción
Todas estas especies tienen una dependencia muy fuerte en su simbiosis con su madeja de hifas.
Sus rizomas carnosos y rastreros, desarrollan renuevos, por lo que en la próxima primavera emerge un tallo de color purpureo erecto de unos 20-70 cm de longitud.
Presentan de 4 a 8 Hojas lanceoladas, alternas, que se desarrollan sucesivamente cada vez más cortas hasta cerca del extremo del tallo. Sus márgenes son enteros, el extremo picudo.
La inflorescencia en racimo consta de flores simétricas bilaterales con un atrayente colorido. Los 3 sépalos y los 2 pétalos laterales son ovoides y acuminados. Su color puede variar de verde blanquecino, con bandas de un púrpura pálido en el interior de los sépalos, los dos pétalos superiores más pequeños que los sépalos con manchas localizadas al pie de columna de color amarillo y alas laterales blancas con bandas púrpura a rosa.
El labelo está dividido por un hipochilo con forma de bola, con la superficie externa de un amarillo pálido. El epichilo de blanco es ondulado con forma de corazón y bordes festoneados.
El ovario es infero. Produce una cápsula seca con incontables semillas diminutas.

## Hábitat

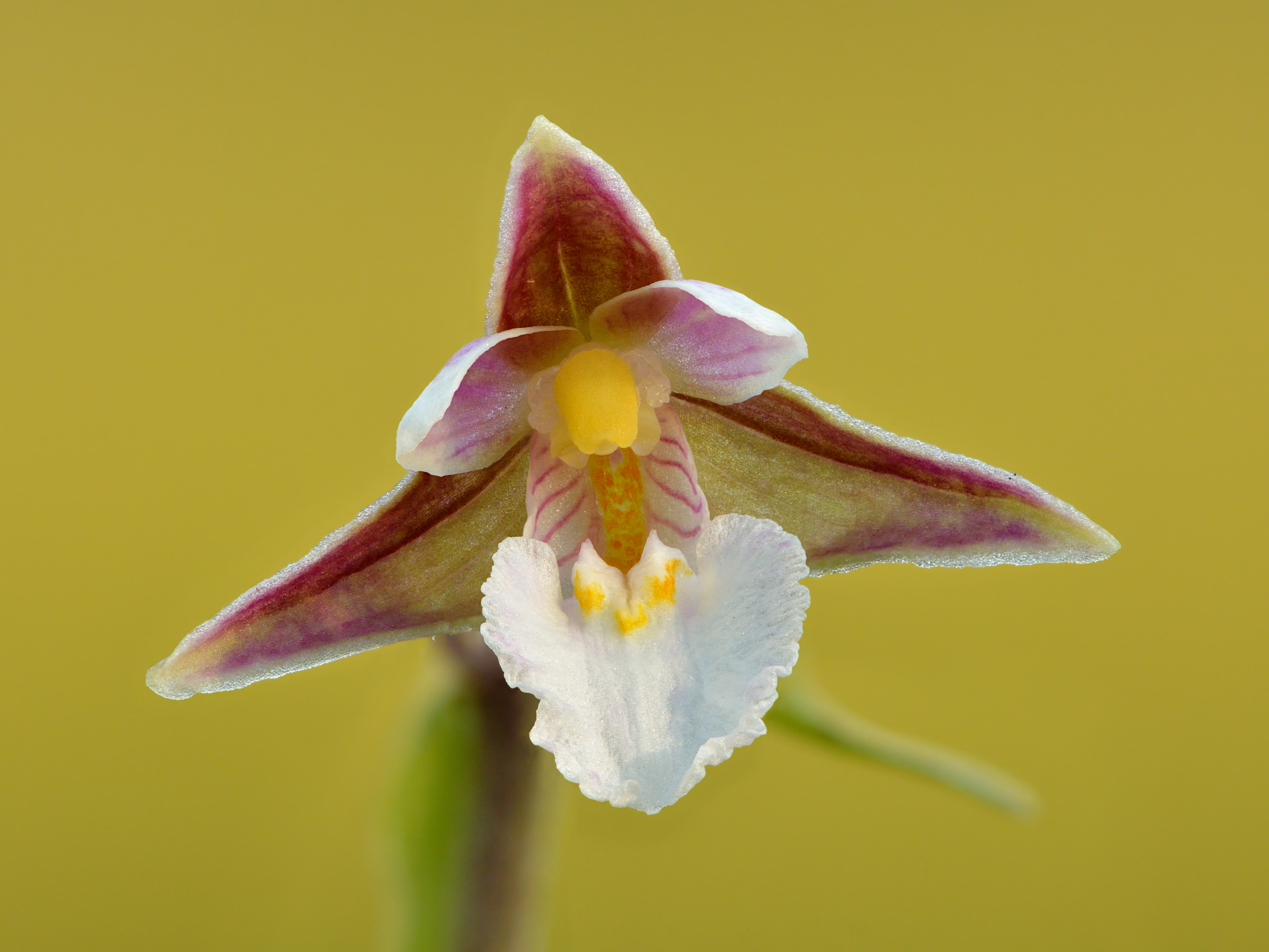
Epipactis palustris, inflorescencia

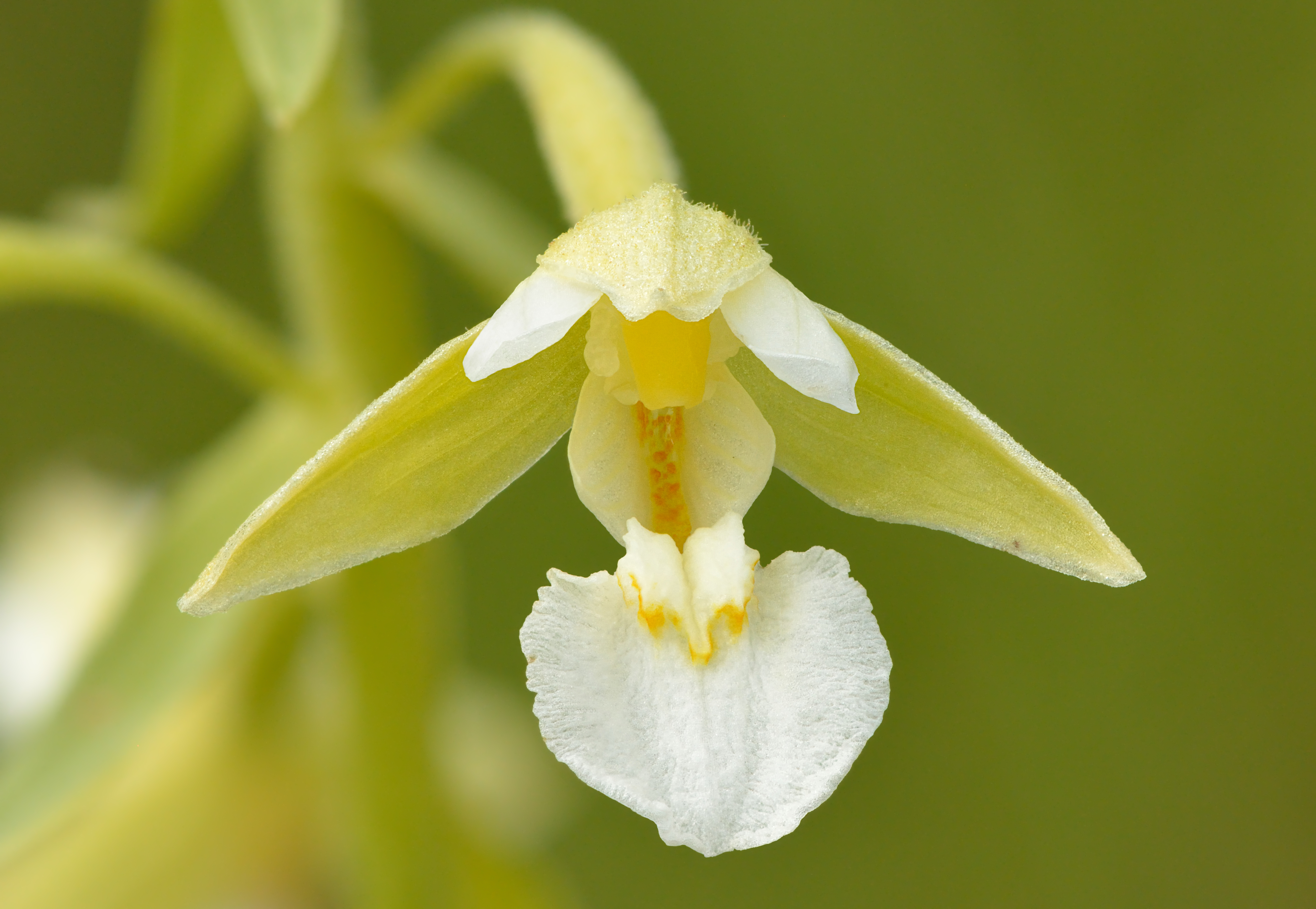
Epipactis palustris var. ochroleuca, inflorescencia

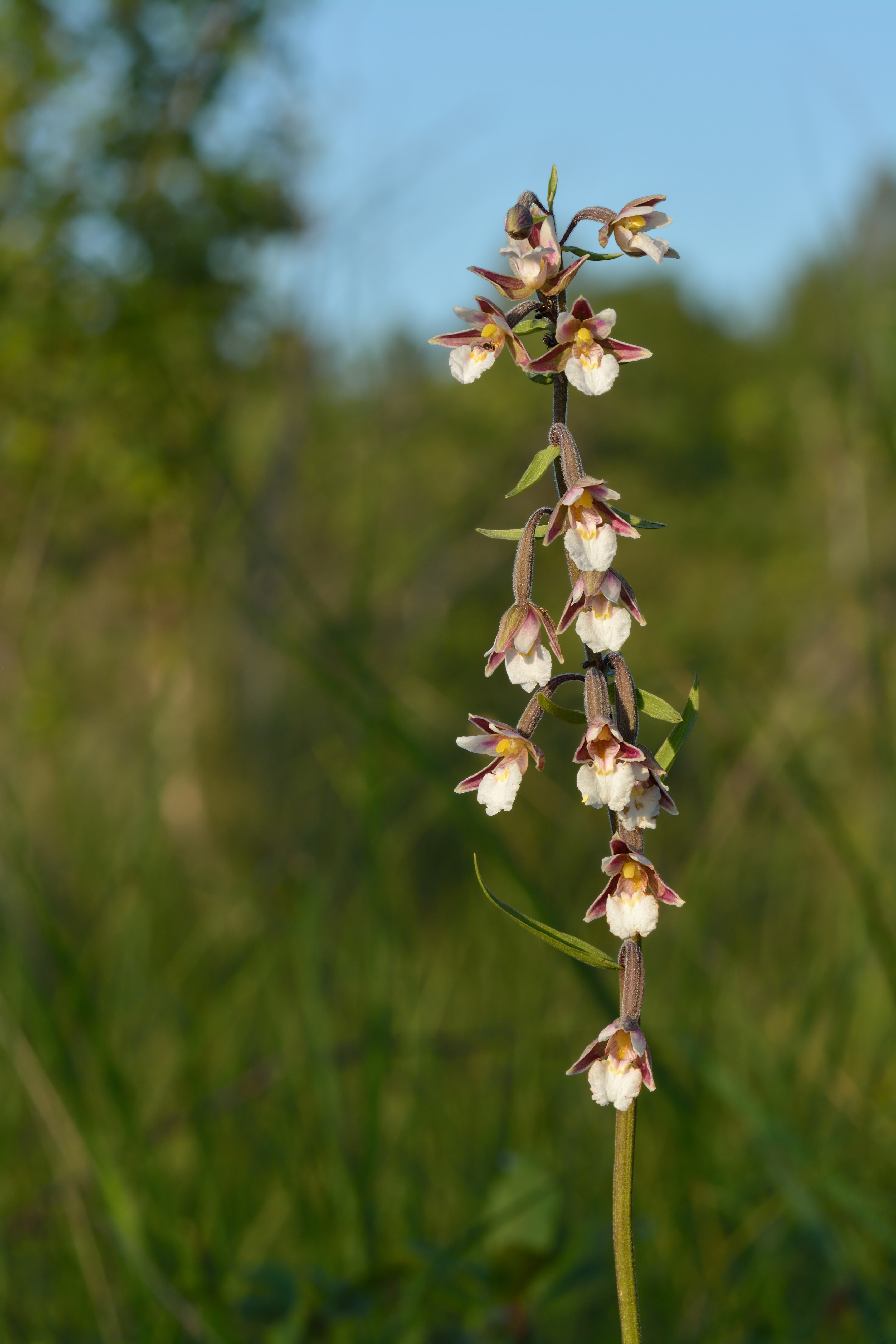
Epipactis palustris

Estas orquídeas se distribuyen en las zonas templadas de Europa, Siberia, y en Mongolia, en suelos muy húmedos en bordes de pantanos y terrenos encharcados junto a carrizos y otras plantas de humedales.

## Taxonomía
La especie fue descrita inicialmente como Serapias helleborine var. palustris por Carlos Linneo y publicado en Species Plantarum 2: 950, en 1753, actualmente, es tanto un sinónimo como el basónimo de esta. Finalmente, sería descrita como Epipactis palustris por Heinrich Johann Nepomuk von Crantz en Stirpium Austriarum Fasciculus 2: 462, en 1769.

#### Etimología
Epipactis: nombre genérico que procede del griego επιακτις (epipaktis), nombre de una planta medicinal usada en la Grecia clásica.
palustris: epíteto latino que significa "de los pantanos", "palustre", "del agua" o "que crece en los pantanos", pues se desarrolla en terrenos muy húmedos y encharcados.

#### Nombres comunes
- Español: heleborina de los pantanos, orquídea de los pantanos
- Alemán: "Sumpf-Stendelwurz"
- Francés: "epipactis des marais"
- Inglés : "marsh helleborine"

#### Sinónimos
- Serapias helleborine var. palustris L., 1753 (basónimo)
- Helleborine palustris (L.) Hill, 1756
- Serapias longifolia L., 1763
- Serapias palustris (L.) Mill., 1768
- Epipactis longifolia (L.) All., 1785
- Serapias longiflora Asso, 1779
- Helleborine longifolia (L.) Moench, 1794
- Cymbidium palustre (L.) Sw., 1799
- Helleborine latifolia Moench, 1802
- Helleborine palustris (L.) Schrank, 1814
- Epipactis salina Schur, 1866
- Epipactis palustris f. ochroleuca Barla, 1868
- Arthrochilium palustre (L.) Beck, 1890
- Limodorum palustre (L.) Kuntze, 1891
- Calliphyllon palustre (L.) Bubani, 1901
- Amesia palustris (L.) A. Nelson & J.F. Macbr., 1913

## Especies e híbridos naturales deEpipactis palustris
- Epipactis palustris (L.) Crantz 1769 : Orquídea de los Pantanos (Europa a Caucaso y Mongolia)

- Epipactis × pupplingensis Bell 1968 - (Epipactis atrorubens × Epipactis palustris)

## Híbridos cultivares
- Epipactis Alegría (Ep. palustris × thunbergii)
- Epipactis Colorado (Ep. atrorubens × palustris)  (Estos nombres son los registrados por la Royal Horticultural Society de Londres.)
- Epipactis Passionata (palustris × royleana)
- Epipactis Renate (palustris × veratrifolia)
- Epipactis Sabine (gigantea × palustris)
- Epipactis Ventura (palustris × mairei)

Estas especies no se encuentran disponibles para el público en general, sino que se encuentran solamente en jardines especializados.